# Les Hyrcanoï
Les Hyrcanoï est le troisième tome de la série Wariwulf de l'auteur Bryan Perro.

## Résumé
L'histoire commence où le deuxième tome de la série s'était terminé. Sénosiris cherche pendant 20 ans son fils Rong. Misis retrouve son ancien ami Pan (le Râjâ) et ils se marient. Le Râjâ doit trouver le moyen de transformer les loups en Hyrcanoï et les humains en loups. Pendant ce temps, dans la jungle du pays de D'mt, les 3 enfants du Râjâ (ce dernier connu sous le nom de W'rn dans ce pays) décident de le retrouver. En même temps, l'ordre du Bouc est créé. Cet ordre a pour but de retrouver Osiris-Path (le Râjâ) et de le tuer pour se venger du massacre du Goshen. Les membres de cet ordre trouvent des indices leur permettant de savoir le vrai nom d'Osiris-Path, et d’apprendre où il se trouve. L'épilogue se passe dans le temps présent.

## Parties
1. Le lac
2. Trinité
3. Un monde nouveau

Il y a un épilogue à la fin.

## Page de couverture
Page de couverture au Québec